# カルタゴの君主の一覧
カルタゴの君主の一覧（カルタゴのくんしゅのいちらん）では、カルタゴの歴代の君主・支配者について述べる。

## 概要
カルタゴの政治体制に関しては不明な点が多いが、初期においては王により統治されていたと思われる。王は軍事、政治、宗教上の指導者であった。アリストテレスの『政治学』によると、王は世襲ではなくその能力によって選ばれていた。但し、紀元前550年から紀元前308年にかけて、王に選ばれたのは二つの家系からのみであり、このためマゴ朝およびハンノ朝と呼ばれることもある。この2王家の中から優れた人物が選ばれ、僭主のような役割を果たした。しかし紀元前1世紀の歴史家ディオドロスは法に基づく正式な「王」であると述べており、他方で紀元前5世紀のヘロドトスはハミルカル1世が「その勇気で王を継承した」と述べており、単純な世襲ではなかったことを暗示している。何れにせよ、紀元前480年にハミルカル1世がヒメラの戦いで敗死すると、王権は大きく制限を受けることになり、元老院と将軍を監視する104人委員会の力が増した。政治権力を持つ役職としてスフェス（ローマの執政官に相当）が置かれたが:115–116、初期のスフェスの任期や人数は不明であり、スフェス自体を「王」とみなす古代の歴史家もいる（後年になるとスフェスの定員は2名であり任期は1年となっている）。やがてスフェスは王に代わって政治上の最高責任者となったが、軍事権は持っていないために、遠征軍が編成される場合には将軍が選出された。

## 歴代の君主・支配者
以下の君主のリストは20世紀のフランスの歴史学者ジルベール・シャルル=ピカール（en）の研究を基に作成されたものであるが、異論を持つ研究者も多い。紀元前308年にボミルカルが王権の復活を試みたが失敗した。カルタゴはその後共和政の国となった。

### ディードー朝
- ディードー：紀元前814年 – 紀元前760年頃（女王）。伝説上の建国者
- 不明
- ハンノ1世：紀元前580頃 – 紀元前556年頃
- マルケス：紀元前556年頃 – 紀元前550年頃。シケリア西部のフェニキア人植民都市を征服し、カルタゴ領とした。

### マゴ朝
- マゴ1世：紀元前550年頃 – 紀元前530年頃
- ハスドルバル1世：紀元前530年頃 – 紀元前510年頃。マゴ1世の子。
- ハミルカル1世：紀元前510年頃 – 紀元前480年。ハスドルバル1世の弟。シケリアに遠征するもヒメラの戦いで敗北・戦死。以降王政は名目上のものとなる。
- ハンノ2世：紀元前480 – 紀元前440年。ハミルカル1世。おそらく航海者ハンノと同一人物。
- ヒミルコ1世（シケリア）：紀元前460年 – 紀元前410年
- ハンニバル1世：紀元前440年 – 紀元前406年。ハミルカル1世の孫。2度目のシケリア遠征を行ったが、ペストが蔓延し自身も病死。
- ヒミルコ2世：紀元前406年 – 紀元前396年。ハンノ2世の息子。カルタゴ有利な条件でディオニュシオス1世と一旦講和。再度シケリア遠征を行うも再びペストのために敗北。
- マゴ2世：紀元前396年 – 紀元前375年。ヒミルコ1世の甥。ディオニュシオスと講和。
- マゴ3世：紀元前375年 – 紀元前344年
- ハンノ3世：紀元前344年 – 紀元前340年

### ハンノ朝
- 大ハンノ：紀元前340年 – 紀元前337年。大ハンノと呼ばれる最初の人物。
- ギスコ：紀元前337年 – 紀元前330年
- ハミルカル2世：紀元前330年 – 紀元前309年
- ボミルカル：紀元前309年 – 紀元前308年

## 参考資料
1. ↑  Roberts, Peter (2006). Excel HSC Ancient History. Pascal Press. pp. 60–61. ISBN 9781741251791
2. ↑  Carthage, from roman-empire.net
3. ↑  Lewis, D. M. and Boardman, John (1994). The Cambridge ancient history: The fourth century B.C.. Cambridge University Press,  p. 365. ISBN 0-521-23348-8
4. ↑  Miles, Richard (2011). Carthage Must Be Destroyed:  The Rise and Fall of an Ancient Civilization. New York: Viking Penguin